# Тръстеник (дем Мъглен)
Вижте пояснителната страница за други значения на Тръстеник.
Тръстеник (на гръцки: Θηριόπετρα, Тириопетра, до 1929 година Τρέστενικ, Трестеник) е село в Егейска Македония, Гърция, в дем Мъглен (Алмопия) на административна област Централна Македония.

## География
Селото се намира на 12 километра северно от Къпиняни, в северната част на котловината Мъглен (Моглена) в подножието на планината Пиново.

## История

### В Османската империя
В османски данъчни регистри на немюсюлманското население от вилаета Селяник и казата Йенидже Вардар от 1632-1633 година е отбелязано село Търъстеник с 69 джизие ханета (домакинства).
Според Стефан Веркович към края на XIX век Тръстеник (Трестеник) е българо-мохамеданско селище с мъжко население 659 души и 160 домакинства. Съгласно статистиката на Васил Кънчов („Македония. Етнография и статистика“) към 1900 година в Търстеникъ живеят 1000 българи мохамедани.
Екзархийската статистика за Воденската каза от 1912 година сочи Тресино с 1138 жители българи мюсюлмани.

### В Гърция
През Балканската война в 1912 година селото е окупирано от гръцки части и остава в Гърция след Междусъюзническата война в 1913 година. Боривое Милоевич пише в 1921 година („Южна Македония“), че Тръстеник (Трстеник) има 230 къщи славяни мохамедани.
В 1924 година по силата на Лозанския договор мюсюлманското му население се изселва в Турция и на негово място са настанени гърци, бежанци от Турция - предимно туркогласни караманлии от Кападокия, малко елиногласни от Хили, понтийски гърци, тракийски гърци и съвсем малко арменци.
Според преброяването от 1928 година селото е бежанско със 121 бежански семейства и 466 души.
В 1929 година е преименувано на Тириопетра, като новото име е дадено от свещеник Никандър Папайоану. Църквата е посветена на Свети Апостол Филип.
Селото пострадва силно от Гражданската война в Гърция - жителите му са преселени от властите в полските села. След нормализацията на обстановката, част от селяните се завръщат и обновяват селото.
Селото произвежда овошки, тютюн, жито и е развито частично  и скотовъдството.
| Име       | Име       | Ново име      | Ново име      | Описание                                                |
| --------- | --------- | ------------- | ------------- | ------------------------------------------------------- |
| Тръстеник | Τρέστενικ | Керавно Корфи | Κεραυνό Κορφή | връх в Кожух на СЗ от Тръстеник (935,3 m)               |
| Кайнак    | Καϊνάκι   | Термес Пигес  | Θερμές Πηγές  | местност на ЮЗ от Тръстеник                             |
| Извор     | Ίσβορ     | Пиги          | Πηγή          | бивше село на ЮЗ от Тръстеник                           |
| Касапица  | Χασαπίτσα | Сфагион       | Σφαγεϊον      | връх в Кожух на СЗ от Тръстеник в землището на Северяни |

| Година    | 1913 | 1920 | 1928 | 1940 | 1951 | 1961 | 1971 | 1981 | 1991 | 2001 | 2011 | 2021 |
| --------- | ---- | ---- | ---- | ---- | ---- | ---- | ---- | ---- | ---- | ---- | ---- | ---- |
| Население | 1218 | 1138 | 473  | 717  | 478  | 555  | 466  | 397  | 361  | 401  | 334  | 262  |